# Namak
 (décembre 2022).
Si vous disposez d'ouvrages ou d'articles de référence ou si vous connaissez des sites web de qualité traitant du thème abordé ici, merci de compléter l'article en donnant les références utiles à sa vérifiabilité et en les liant à la section « Notes et références ».
Namak est un quartier de la municipalité sud-coréenne de Samhyeong, district de Muan, dans la province du Jeolla du Sud. Cette localité située dans la banlieue de Mokpo est devenue la capitale provinciale en 2005, succédant à Gwangju.